# Doły (powiat łomżyński)
Doły – była kolonia w Polsce położona w województwie podlaskim, w powiecie łomżyńskim, w gminie Śniadowo.
Nazwę zniesiono z 1.01.2021 r.
W latach 1975–1998 miejscowość administracyjnie należała do województwa łomżyńskiego.